# Porozumienie Ludowe
Die Porozumienie Ludowe (kurz: PL, vollständiger Name ab 1992: Polskie Stronnictwo Ludowe – Porozumienie Ludowe, kurz: PSL-PL, deutsch „Volksunion“ bzw. „Polnische Volkspartei – Volksunion“) war zunächst ein konservativ-bäuerliches Wahlbündnis für die polnischen Wahlen 1991 und schließlich eine Partei in Polen, die von 1992 bis 1999 bestand.

## Geschichte

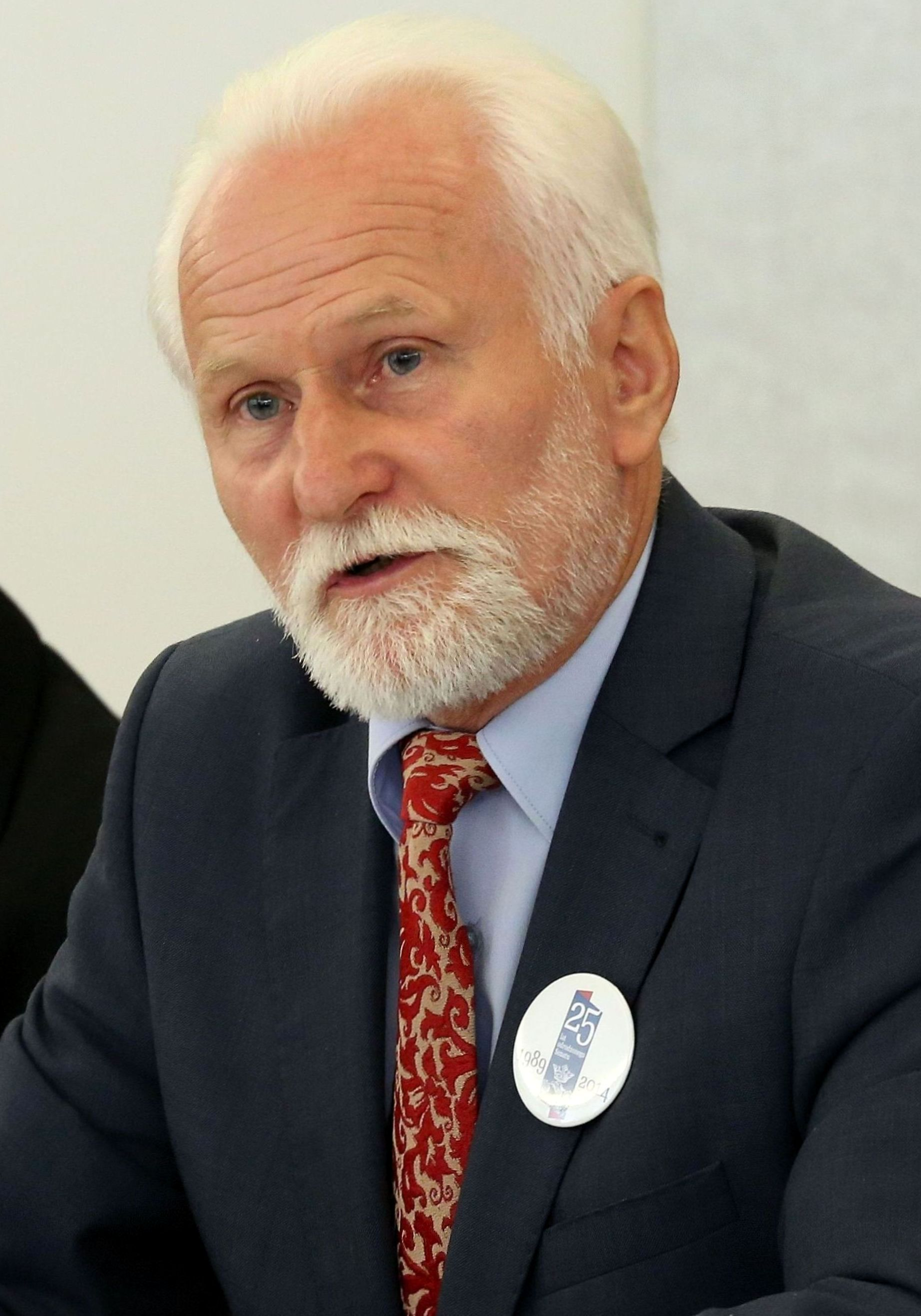
Gabriel Janowski, Vorsitzender der PL

Vor der ersten vollständig freien Parlamentswahl 1991 schlossen sich zahlreiche Vertreter der antikommunistischen bäuerlichen Volksbewegungen zu einem Wahlbündnis unter dem Namen Porozumienie Ludowe zusammen. An dem Wahlbündnis beteiligten sich die landwirtschaftliche Abteilung der Solidarność, die PSL „Solidarność“ (PSL „S“) und die Polskie Stronnictwo Ludowe (Mikołajczykowskie) (PSL (M)) sowie eine Gruppe von Mitgliedern der Polskie Stronnictwo Ludowe (wilanowskie) (PSL (w)). Lediglich das kleine Polskie Forum Ludowo-Chrześcijańskie „Ojcowizna“ von Roman Bartoszcze beteiligte sich nicht an der PL, sondern unterstützte das Porozumienie Centrum. Die Gründungsorganisationen der PL beriefen sich auf die Tradition der Polskie Stronnictwo Ludowe (PSL) in der Zweiten Republik und lehnten eine Zusammenarbeit mit der „neuen“ PSL, die aus der Blockpartei  Zjednoczone Stronnictwo Ludowe entstanden war, ab. Vorsitzender des Wahlkomitees war Józef Ślisz, Vizemarschall des 1989 wiedererrichteten Senats und Vorsitzender der PSL „S“.
Bei den Parlamentswahlen 1991 gewann die PL 5,5 % der Stimmen und zog mit 28 von 460 Sitzen in den Sejm ein. Zudem errang sie sieben Sitze im Senat. Ślisz wurde erneut Vizemarschall des Senats, während Henryk Bąk, Vorsitzender der PSL (M), Vizemarschall des Sejm wurde. Fraktionsvorsitzender wurde Feliks Klimczak, der aus der landwirtschaftlichen Abteilung der Solidarność kam. Allerdings gründeten zehn Sejm-Abgeordnete und zwei Senatoren, die überwiegend aus der PSL „S“ kamen, eine eigene Fraktion unter Führung von Ireneusz Niewiarowski, die später in der Fraktion Konwencja Polska aufging.
Am 8. März 1992 vereinigten sich die verbliebenen Partner des Wahlbündnisses ohne die PSL „S“ zur Partei Polskie Stronnictwo Ludowe – Porozumienie Ludowe (PSL-PL), deren Vorsitzender Gabriel Janowski wurde. Die PSL (M) beteiligte sich zwar an der Gründung der PSL-PL und arbeitete dort auch mit, blieb aber bis zu Bąks Tod 1998 daneben als eigenständige Organisation bestehen. Janowski gehörte bereits seit Dezember 1991 dem Kabinett von Jan Olszewski als Landwirtschaftsminister an. In der Nachfolgeregierung unter Hanna Suchocka war die PSL-PL ab Juni 1992 erneut mit Janowski als Landwirtschaftsminister und zudem mit Zygmunt Hortmanowicz (Umweltminister) und Jerzy Kamiński (Minister ohne Geschäftsbereich) vertreten. Nach der Entlassung Janowskis durch Suchocka im April 1993 ging die Partei in die Opposition.
Bei der Parlamentswahl 1993 scheiterte die PSL-PL mit 2,4 % der Stimmen an der neu eingeführten 5-%-Hürde. Der bisherige Sejm-Abgeordnete Józef Frączek wurde jedoch im Wahlkreis Rzeszów in den Senat gewählt. In den Folgejahren beteiligte die Partei sich an verschiedenen Sammlungsbemühungen der seinerseits vorwiegend außerparlamentarischen Rechten. Bei der Präsidentschaftswahl 1995 wurde Amtsinhaber Lech Wałęsa unterstützt. Zur Parlamentswahl 1997 beteiligte sich die PSL-PL an der Gründung der Akcja Wyborcza Solidarność (AWS). Über die Listen der AWS wurden mit dem Parteivorsitzenden Janowski, Leszek Dziamski und Zbigniew Rynasiewicz drei Vertreter in den Sejm gewählt. Frączek  konnte seinen Senatorensitz verteidigen. Am 15. Januar 1999 beschloss ein Parteitag die Auflösung der PSL-PL und den Beitritt zur AWS, die sich in eine Partei umgewandelt hatte.